# Ga Sejongdaewangneung
Ga Sejongdaewangneung (Tiếng Hàn: 세종대왕릉역, Hanja: 世宗大王陵驛) là ga đường sắt trên Tuyến Gyeonggang của Tàu điện ngầm Seoul.

## Bố trí ga
| ↑ Bubal |
| \| ２   |
| Yeoju ↓ |

| １ | ● Tuyến Gyeonggang | ← Hướng đi Bubal · Icheon · Gyeonggi Gwangju · Imae · Pangyo |
| ２ | ● Tuyến Gyeonggang | → Hướng đi Yeoju →                                           |

## Xung quanh nhà ga
- Trường tiểu học Neungseo
- Trung tâm phúc lợi hành chính Sejongdaewang-myeon
- Bưu điện Neungseo

## Liên kết
- Tư liệu liên quan tới Sejongdaewangneung Station tại Wikimedia Commons